# Taurus (banda)
Taurus é uma banda brasileira de heavy e thrash metal.

## História
A banda surgiu em 1985 no Rio de Janeiro. Seu primeiro LP, Signo de Taurus, foi lançado em 1986. Os álbuns seguintes foram cantados em inglês. Em 1988, lançaram o segundo álbum, Trapped in Lies, e o terceiro, Pornography, veio em 1989. Em 2010, lançaram seu quarto álbum, novamente cantado em português, Fissura.
Em 2011, a banda contribui com uma canção na trilha sonora do documentário Brasil Heavy Metal, sendo que Otávio Augusto ainda participou junto com outros artistas da gravação da música-tema do filme.
Em 2016 lançam um DVD ao vivo comemorando os 30 anos da banda. Ao contrário de outras bandas, o Taurus teve poucas mudanças ao longo dos anos. Da formação original que contava com Otávio Augusto (vocal), Jean (Baixo), Cláudio Bezz (guitarra) e Sérgio Bezz (bateria), apenas Jean não permaneceu, sendo substituído por Felipe Melo. 
Em 2020 é lançado V, quinto álbum da banda que conta com a participação de Alex Camargo (Krisiun), Luiz Carlos Louzada (Volcano) e Beto de Gásperis, ex-membro do Taurus. O álbum foi lançado pelo selo Dies Irae, com arte de Alcides Burn.

## Integrantes
- Otávio Augusto - vocal
- Cláudio Bezz - guitarra
- Felipe Melo - baixo
- Sérgio Bezz - bateria

## Discografia

### Estúdio
- Signo de Taurus (1986)
- Trapped in Lies (1988)
- Pornography (1989)
- Fissura (2010)
- V (2020)

### Coletâneas
- Super Peso Brasil (2014)
- Brasil Heavy Metal (2016)

### Ao vivo
- Ao Vivo 30 anos (2016)